# Шубенакаді 13
Шубенакаді 13 (англ. Shubenacadie 13) — індіанська резервація в Канаді, у провінції Нова Шотландія, у межах графства Галіфакс.

## Населення
За даними перепису 2016 року, індіанська резервація не мала постійного населення.

## Клімат
Середня річна температура становить 6,4°C, середня максимальна – 22,2°C, а середня мінімальна – -11°C. Середня річна кількість опадів – 1 388 мм.
| Клімат поселення                              | Клімат поселення | Клімат поселення | Клімат поселення | Клімат поселення | Клімат поселення | Клімат поселення | Клімат поселення | Клімат поселення | Клімат поселення | Клімат поселення | Клімат поселення | Клімат поселення | Клімат поселення |
| Показник                                      | Січ.             | Лют.             | Бер.             | Квіт.            | Трав.            | Черв.            | Лип.             | Серп.            | Вер.             | Жовт.            | Лист.            | Груд.            |                  |
| Середній максимум, °C                         | −0,48            | −0,52            | 3,74             | 9,02             | 14,74            | 19,62            | 22,24            | 22,13            | 18,16            | 12,77            | 7,91             | 1,82             |                  |
| Середня температура, °C                       | −5,73            | −5,76            | −1,51            | 3,78             | 9,50             | 14,38            | 18,42            | 18,33            | 14,36            | 8,98             | 4,12             | −1,98            |                  |
| Середній мінімум, °C                          | −10,98           | −11              | −6,76            | −1,47            | 4,26             | 9,14             | 14,64            | 14,53            | 10,57            | 5,17             | 0,30             | −5,78            |                  |
| Норма опадів, мм                              | 137              | 110              | 119              | 113              | 108              | 97               | 95               | 96               | 99               | 122              | 145              | 147              |                  |
| Середньомісячна швидкість вітру, м/с          | 4.66             | 4.64             | 4.63             | 4.37             | 3.87             | 3.47             | 3.18             | 3.08             | 3.44             | 4.04             | 4.36             | 4.76             |                  |
| Середньомісячна сонячна радіація, кДж/м²·день | 5157             | 8254             | 12049            | 14956            | 18024            | 20403            | 20099            | 17901            | 13688            | 8768             | 5156             | 3918             |                  |
| --------------------------------------------- | ---------------- | ---------------- | ---------------- | ---------------- | ---------------- | ---------------- | ---------------- | ---------------- | ---------------- | ---------------- | ---------------- | ---------------- | ---------------- |
| Джерело:                                      |                  |                  |                  |                  |                  |                  |                  |                  |                  |                  |                  |                  |                  |